# USS Brackett (DE-41)
USS Brackett (DE-41) là một tàu hộ tống khu trục lớp Evarts được Hải quân Hoa Kỳ chế tạo trong Chiến tranh Thế giới thứ hai. Nó là chiếc tàu chiến duy nhất của Hải quân Mỹ được đặt theo tên Trung úy Hải quân Bruce Godfrey Brackett (1915-1943), phi công đã tử trận gần đảo Savo thuộc quần đảo Solomon vào đêm 14 tháng 1, 1943 và được truy tặng Huân chương Ngôi sao Bạc. Nó đã phục vụ cho đến khi chiến tranh kết thúc, xuất biên chế vào ngày 23 tháng 11, 1945 và xóa đăng bạ vào ngày 5 tháng 12, 1945. Con tàu bị bán để tháo dỡ vào ngày 22 tháng 5, 1947. Brackett được tặng thưởng ba Ngôi sao Chiến trận do thành tích phục vụ trong Thế Chiến II.

## Thiết kế và chế tạo
Những chiếc thuộc lớp tàu khu trục Evarts có chiều dài chung 289 ft 5 in (88,21 m), mạn tàu rộng 35 ft 1 in (10,69 m) và độ sâu mớn nước khi đầy tải là 8 ft 3 in (2,51 m). Chúng có trọng lượng choán nước tiêu chuẩn 1.140 tấn Anh (1.160 t); và lên đến 1.430 tấn Anh (1.450 t) khi đầy tải. Hệ thống động lực bao gồm bốn động cơ diesel General Motors Kiểu 16-278A nối với bốn máy phát điện để vận hành hai trục chân vịt; công suất 6.000 hp (4.500 kW) cho phép đạt được tốc độ tối đa 21 kn (24 mph; 39 km/h), và có dự trữ hành trình 4.150 nmi (4.780 mi; 7.690 km) khi di chuyển ở vận tốc đường trường 12 kn (14 mph; 22 km/h).
Vũ khí trang bị bao gồm ba pháo 3 in (76 mm)/50 cal trên tháp pháo nòng đơn có thể đối hạm hoặc phòng không, một khẩu đội 1,1 inch/75 caliber bốn nòng và chín pháo phòng không Oerlikon 20 mm. Vũ khí chống ngầm bao gồm một dàn súng cối chống tàu ngầm Hedgehog Mk. 10 (có 24 nòng và mang theo 144 quả đạn); hai đường ray Mk. 9 và tám máy phóng K3 Mk. 6 để thả mìn sâu.
Brackett được đặt lườn như là chiếc BDE-41 tại Xưởng hải quân Puget Sound ở Bremerton, Washington vào ngày 12 tháng 1, 1943. Tuy nhiên Hải quân Hoa Kỳ quyết định giữ lại con tàu, nên đổi tên thành Brackett và xếp lại lớp như là chiếc DE-41 vào ngày 16 tháng 6, 1943. Nó được hạ thủy vào ngày 1 tháng 8, 1943; được đỡ đầu bởi bà George G. Brackett, mẹ của Trung úy Brackett, và nhập biên chế vào ngày 18 tháng 10, 1943 dưới quyền chỉ huy của Hạm trưởng, Đại úy Hải quân John H. Roskilly, Jr.

## Lịch sử hoạt động
Brackett trình diện cùng Bộ chỉ huy Huấn luyện Tác chiến tại San Diego, California vào ngày 12 tháng 11, 1943 để hoạt động chạy thử máy huấn luyện. Sau khi hoàn tất việc sửa chữa sau thử máy vào ngày 15 tháng 12, nó được tiếp liệu trước khi rời San Francisco vào ngày 21 tháng 12, hướng sang khu vực quần đảo Hawaii. Nó đi đến Trân Châu Cảng tám ngày sau đó và bắt đầu huấn luyện nhằm chuẩn bị cho chiến dịch chiếm đóng quần đảo Marshall.
Khởi hành từ Trân Châu Cảng vào ngày 20 tháng 1, 1944, Brackett đi đến Funafuti thuộc quần đảo Ellice năm ngày sau đó. Nó lại cùng các tàu chiến thuộc Đệ Ngũ hạm đội lên đường vào ngày 29 tháng 1 để hướng sang Majuro thuộc quần đảo Marshall. Tuy nhiên lực lượng Nhật Bản đã rời bỏ đảo san hô này từ tháng 11, 1942, nên lực lượng Đồng Minh không tốn công sức khi kéo cờ trên Majuro vào ngày 31 tháng 1. Đảo san hô nhanh chóng được xây dựng thành một căn cứ tiền phương quan trọng phục vụ cho các chiến dịch đổ bộ tiếp theo, và nhờ những hải đồ mà cơ quan Khảo sát Trắc địa Quốc gia Hoa Kỳ đã nhanh chóng thiết lập, chiếc tàu hộ tống khu trục đã cùng các đơn vị Đệ Ngũ hạm đội đi vào vũng biển an toàn vào ngày 4 tháng 2.
Tiếp tục hộ tống các tàu tiếp liệu đi lại giữa các quần đảo Marshall và Gilbert cho đến ngày 9 tháng 5, Brackett lên đường đi Trân Châu Cảng, nơi nó được sửa chữa trục chân vịt bên mạn phải. Khởi hành vào ngày 19 tháng 6, nó hướng khu vực quần đảo Mariana, đi đến Saipan vào lúc đang diễn ra cuộc đổ bộ nhằm chiếm đóng đảo này. Nó làm nhiệm vụ hộ tống vận tải để bảo vệ các đoàn tàu tiếp liệu cung cấp nhiên liệu, đạn dược và thực phẩm đến các căn cứ tiền phương. Đang khi trên đường từ Saipan đến Eniwetok vào ngày 28 tháng 7, nó dò được tín hiệu sonar từ một tàu ngầm lạ và đã truy đuổi, thả một loạt mìn sâu để tấn công mục tiêu. Tuy nhiên nó không phát hiện một dấu hiệu nào khác, và việc hồi cứu những tài liệu của Hải quân Đế quốc Nhật Bản sau chiến tranh cho thấy không có chiếc tàu ngầm nào có thể là mục tiêu của Brackett.
Đến cuối năm 1944, Brackett mở rộng phạm vi tuần tra và hoạt động hộ tống đến đảo Manus thuộc quần đảo Admiralty, ghé đến đây lần đầu tiên vào tháng 10, và quay lại đây lần nữa vào tháng 11; nó không còn dò được mục tiêu đối phương nào khác, ngoại trừ việc phá hủy một quả thủy lôi trôi nổi trên biển. Nó đi đến khu vực Marshall vào ngày 4 tháng 12 để phục vụ canh phòng máy bay khi các tàu sân bay không kích xuống các đảo bị bỏ qua trước đây: Wotje, Jaluit, Milli và Maloelap. Con tàu đã bắn vào một vị trí đặt pháo đối phương trên đảo Taroa vào ngày 5 tháng 1, 1945, rồi được thay phiên trong vai trò tuần tra vào ngày 7 tháng 2 để quay trở về Trân Châu Cảng. Sau bốn tuần được nghỉ ngơi và bảo trì, nó lên đường đi Ulithi vào ngày 8 tháng 3, chuẩn bị cho chiến dịch đổ bộ tiếp theo lên Okinawa.
Ulithi là một căn cứ tiền phương đồng thời là địa điểm tập trung lực lượng chuẩn bị cho cuộc đổ bộ. Từ đây Brackett đảm trách hộ tống bảo vệ cho một lực lượng tiếp liệu, bao gồm hơn 40 tàu chở dầu cùng các tàu tiếp tế và tàu chở đạn, có nhiệm vụ phục vụ hậu cần cho các đội đặc nhiệm thuộc Đệ Tam hạm đội trong cuộc tấn công đổ bộ tại khu vực quần đảo Ryukyu. Đến tháng 5, con tàu rời Ulithi để đi Guam, rồi được lệnh tiếp tục hành trình để quay trở về Hoa Kỳ. Lên đường vào ngày 27 tháng 6, nó về đến San Francisco, California vào ngày 14 tháng 7, và được đại tu tại Xưởng hải quân Mare Island, Vallejo, California.
Chiến tranh chấm dứt trước khi công việc đại tu hoàn tất, và Brackett được lệnh tháo dỡ thiết bị và vật liệu tái sử dụng được, để chuẩn bị ngừng hoạt động. Nó được cho xuất biên chế tại Mare Island vào ngày 23 tháng 11, 1945, và tên nó được cho rút khỏi danh sách Đăng bạ Hải quân vào ngày 5 tháng 12, 1945. Con tàu được bán cho hãng National Metal and Steel Corp. tại Terminal Island, California vào tháng 5, 1947 để tháo dỡ.

## Phần thưởng[2]
|  |                                         |  |
|  | Bronze star · Bronze star · Bronze star |  |

| Dãi băng Hoạt động Tác chiến (truy tặng) |                                                                         |                                                                         |                                      |
| Huân chương Chiến dịch Hoa Kỳ            | Huân chương Chiến dịch Châu Á-Thái Bình Dương với 3 Ngôi sao Chiến trận | Huân chương Chiến dịch Châu Á-Thái Bình Dương với 3 Ngôi sao Chiến trận | Huân chương Chiến thắng Thế Chiến II |